# Миллер, Джон Джексон
Джон Джексон Миллер (англ. John Jackson Miller; род. 12 января 1968) — американский писатель, известный работой над франшизой «Звёздные войны» и созданием сайта Comichron.

## Ранние годы
Миллер учился в средней школе вместе с Крисом Хардвиком.

## Карьера
Миллер начал свою карьеру в качестве редактора журнала Comics Retailer в 1993 году. В 1998 году он был назначен управляющим редактором Comics Buyer's Guide (CBG).
В 2003 году Миллер работал над Красным Динамо в Marvel Comics. В CBG он вёл колонку под названием Longbox Manifesto. В 2007 году Миллер запустил сайт Comichron, который посвящён истории и исследованию продаж комиксов. Примерно в то же время он работал над сценарием игры Granado Espada. В начале 2008 года Миллер вместе с художником Чаком Фиалой запустил фэнтезийный веб-комикс под названием Sword & Sarcasm. В том же году он написал адаптацию фильма «Индиана Джонс и Королевство хрустального черепа» для Dark Horse Comics. В 2009 году Миллера объявили сценаристом серии комиксов Mass Effect: Redemption, которая основана на серии видеоигр Mass Effect. Она стартовала в январе 2010 года.

## Избранная библиография
- Star Trek: Titan: Absent Enemies (Pocket Books, 2014)[9]
- Star Trek: Prey: Hell’s Heart (Pocket Books, 2016)[10]
- Star Trek: Prey: The Jackal’s Trick (Pocket Books, 2016)[10]
- Star Trek: Prey: The Hall of Heroes (Pocket Books, 2016)[10]
- Star Trek: Discovery: The Enterprise War (Pocket Books, 2019)[11]